# Ісогаї Хіроміцу
Хіроміцу Ісогаї (яп. 礒貝 洋光, нар. 19 квітня 1969, Кумамото) — колишній японський футболіст, що грав на позиції півзахисника.
Виступав за клуби «Гамба Осака» та «Урава Ред Даймондс», а також національну збірну Японії.

## Клубна кар'єра
Грав у футбол у Вищій школі Тейкьо та Університеті Токай.
У дорослому футболі дебютував 1992 року виступами за команду «Гамба Осака», в якій провів чотири сезони, взявши участь у 125 матчах чемпіонату. Більшість часу, проведеного у складі «Гамби», був основним гравцем команди.
Завершив професійну ігрову кар'єру у клубі «Урава Ред Даймондс», за команду якого виступав протягом 1997—1998 років.

## Виступи за збірну
1995 року провів два матчі у складі національної збірної Японії, був учасником розіграшу Кубка Короля Фахда 1995 року у Саудівській Аравії.

## Статистика

### Клубна
| Чемпіонат | Чемпіонат            | Чемпіонат | Ліга | Ліга | Кубок            | Кубок            | Кубок ліги      | Кубок ліги      | Всього | Всього |
| Сезон     | Клуб                 | Ліга      | Ігри | Голи | Ігри             | Голи             | Ігри            | Голи            | Ігри   | Голи   |
| Японія    | Японія               | Японія    | Ліга | Ліга | Кубок Імператора | Кубок Імператора | Кубок Джей-ліги | Кубок Джей-ліги | Всього | Всього |
| --------- | -------------------- | --------- | ---- | ---- | ---------------- | ---------------- | --------------- | --------------- | ------ | ------ |
| 1992      | «Гамба Осака»        | Джей-ліга | -    | -    | 3                | 0                | 8               | 0               | 11     | 0      |
| 1993      | «Гамба Осака»        | Джей-ліга | 28   | 6    | 2                | 0                | 4               | 0               | 34     | 6      |
| 1994      | «Гамба Осака»        | Джей-ліга | 40   | 6    | 4                | 0                | 3               | 0               | 47     | 6      |
| 1995      | «Гамба Осака»        | Джей-ліга | 37   | 13   | 4                | 4                | -               | -               | 41     | 17     |
| 1996      | «Гамба Осака»        | Джей-ліга | 20   | 1    | 4                | 2                | 9               | 2               | 33     | 5      |
| 1997      | «Урава Ред Даймондс» | Джей-ліга | 10   | 3    | 1                | 0                | 0               | 0               | 11     | 3      |
| 1998      | «Урава Ред Даймондс» | Джей-ліга | 0    | 0    | 0                | 0                | 0               | 0               | 0      | 0      |
| Країна    | Японія               | Японія    | 135  | 29   | 18               | 6                | 24              | 2               | 177    | 37     |
| Всього    | Всього               | Всього    | 135  | 29   | 18               | 6                | 24              | 2               | 177    | 37     |

### Збірна
| Збірна Японії | Збірна Японії | Збірна Японії |
| Роки          | Ігри          | Голи          |
| ------------- | ------------- | ------------- |
| 1995          | 2             | 0             |
| Всього        | 2             | 0             |